# Eunemorilla
Eunemorilla – rodzaj muchówek z rodziny rączycowatych (Tachinidae).

## Wybrane gatunki
- E. alearis (Reinhard, 1944)[1]
- E. comosa (Reinhard, 1944)[1]
- E. effeta (Reinhard, 1955)[1]
- E. longicornis (Reinhard, 1944)[1]
- E. paralis (Reinhard, 1944)[1]